# Anomala anoxantha
Anomala anoxantha är en skalbaggsart som beskrevs av Ohaus 1937. Anomala anoxantha ingår i släktet Anomala och familjen Rutelidae. Inga underarter finns listade i Catalogue of Life.